# Diplacrum africanum
Diplacrum africanum là loài thực vật có hoa trong họ Cói. Loài này được (Benth.) C.B.Clarke mô tả khoa học đầu tiên năm 1894.